# Monsunia, Beiträge zur Kenntniss der Vegetation des Süd- und Ostasiatischen Monsungebietes
Monsunia, Beiträge zur Kenntniss der Vegetation des Süd- und Ostasiatischen Monsungebietes (abreviado Monsunia) es un libro ilustrado con descripciones botánicas que fue escrito por el botánico, pteridólogo, y experto en la industria agrícola, Otto Warburg. Se publicó en Leipzig en el año 1900.